# Cry Baby (canción)
«Cry Baby» es una canción de la banda japonesa Official Hige Dandism, lanzada como sencillo digital el 7 de mayo de 2021. La canción fue utilizada como tema de apertura de la primera temporada de la adaptación al anime del manga Tokyo Revengers.

## Antecedentes y lanzamiento
La versión completa de «Cry Baby» se reprodujo por primera vez el 24 de abril de 2021 en el programa de radio FM802 Lantern Jam Times. La canción se lanzó más tarde digitalmente el 7 de mayo de 2021. Se utilizó como tema de apertura de la adaptación al anime de Tokyo Revengers, que se emitió del 11 de abril al 19 de septiembre de 2021.
Para promocionar «Cry Baby», durante julio y agosto de 2021, Official Hige Dandism interpretó la canción en los programas musicales The Music Day, el 2021 FNS Music Festival, Ongaku no Hi, y CDTV Live! Live!

## Video musical
El video musical fue dirigido por Takuto Shimpo y muestra a los miembros de la banda tocando sus instrumentos en un depósito de chatarra. El 3 de mayo de 2021 se lanzó un adelanto del video musical.

## Recepción
En mayo de 2021, «Cry Baby» alcanzó las 22.068 descargas. En septiembre de 2021, «Cry Baby» fue certificado Platino por Recording Industry Association of Japan.
En noviembre de 2021, «Cry Baby» alcanzó el número 1 en el Billboard Japan Hot 100. También alcanzó el número 1 en Billboard Japan Hot Animation durante tres semanas consecutivas. Además, alcanzó el número 1 en las listas de karaoke, el número 2 en vistas de video, el número 5 en las listas de descargas y el número 6 en las listas de radio. En diciembre de 2021, «Cry Baby» se había reproducido más de 2 millones de veces. La cadena de karaoke Joysound informó que «Cry Baby» fue la segunda canción de anime más solicitada de 2021.
El video musical de «Cry Baby» ganó Mejor video del año y Mejor video grupal en la categoría de Japón en los MTV Video Music Awards Japan 2021.

## Versiones de portada
El canal oficial de YouTube para la adaptación al anime de Tokyo Revengers lanzó un video del actor de voz de Mikey, Yū Hayashi, interpretando una versión de «Cry Baby» el 11 de octubre de 2021.

## Posicionamiento en listas

### Listas semanales
| Listas (2021)                 | Posición más alta |
| ----------------------------- | ----------------- |
| Billboard Japan Hot 100       | 4                 |
| Billboard Japan Hot Animation | 1                 |

## Premios
| Año  | Premio                       | Categoría                  | Resultado | Ref.  |
| ---- | ---------------------------- | -------------------------- | --------- | ----- |
| 2021 | MTV Video Music Awards Japan | Mejor vídeo del año        | Ganador   | [ 6 ] |
| 2021 | MTV Video Music Awards Japan | Mejor video grupal (Japón) | Ganador   | [ 6 ] |